# Тарборо (Северна Каролина)
Тарборо (енгл. Tarboro) град је у америчкој савезној држави Северна Каролина.

## Демографија
По попису из 2010. године број становника је 11.415, што је 277 (2,5%) становника више него 2000. године.
| Група             | 2000.         | 2010.         |
| Белци             | 6.021 (54,1%) | 5.229 (45,8%) |
| Афроамериканци    | 4.393 (39,4%) | 5.522 (48,4%) |
| Азијати           | 34 (0,3%)     | 53 (0,5%)     |
| Хиспаноамериканци | 662 (5,9%)    | 557 (4,9%)    |
| Укупно            | 11.138        | 11.415        |